# Maurits van Hessen-Kassel
Maurits van Hessen-Kassel bijgenaamd de Geleerde (Kassel, 25 mei 1572 - Eschwege, 15 maart 1632) was van 1592 tot 1627 landgraaf van Hessen-Kassel. Hij behoorde tot het huis Hessen-Kassel.

## Levensloop
Maurits was de zoon van landgraaf Willem IV van Hessen-Kassel en Sabina van Württemberg, dochter van hertog Christoffel van Württemberg. Hij volgde een uitgebreide opleiding, volledig volgens de ideeën van Philipp Melanchthon en Martin Bucer. Onder de invloed van zijn twee echtgenotes zou hij later bekeren tot het gereformeerd protestantisme. In 1592 volgde hij zijn vader op als landgraaf van Hessen-Kassel. 
Maurits sprak naar verluidt acht talen, was geïnteresseerd in natuurwetenschappen en zou alchemistische experimenten ondernomen hebben. Hij hield van pronkerige optochten, ridderspelen en allegorieën en richtte het eerste zelfstandige theatergebouw in het Duits taalgebied op: het Ottoneum van Kassel. Ook was hij een kundige musicus en componist: zo was hij de ontdekker en mentor van Heinrich Schütz. In 1595 vormde Maurits zijn pageschool om tot een hofschool voor edelen en burgers. Hieruit ontstond in 1598 het Collegium Mauritianum, die in 1618 gemoderniseerd en omgevormd werd tot het Collegium Adelphicum Mauritianum. Als eerste prefect wierf Maurits Ernst von Börstel aan. 
In 1605 bekeerde hij zich tot het calvinisme. Sinds de Godsdienstvrede van Augsburg had een landheer ook het recht om zijn onderdanen tot een religiewissel te dwingen. De godsdienstvrede was echter enkel gesloten door de lutheranen en de katholieken, waardoor de toepasbaarheid daarvan op de gereformeerden twijfelachtig was. Desondanks voerde hij het gereformeerde geloof door in zijn gebieden, ook in de domeinen die Maurtis in 1604 geërfd had na het overlijden van landgraaf Lodewijk IV van Hessen-Marburg en het uitsterven van deze tak van het huis Hessen. Ook dwong hij de Universiteit van Marburg om naar het calvinistische geloof over te schakelen.  
Tijdens zijn regering deed Maurits vaak catastrofale handelingen, waardoor hij toenemend het vertrouwen van de Staten verloor. Zo voerde hij riskante militaire acties aan de periferie van zijn territorium, zoals de catastrofale veldtocht van 1598/1599 in de Neder-Rijn tegen de Spaanse bezetting van het prinsbisdom Münster of de mislukte bezetting van de coadjutorpost van het prinsbisdom Paderborn. Rond 1604 kwam hij in de aanloop van de successiestrijd om het landgraafschap Hessen-Marburg in een langdurig conflict terecht met het landgraafschap Hessen-Darmstadt. Uiteindelijk verloor Maurits in 1623 een proces bij de Rijkshofraad niet enkel het landgraafschap Hessen-Marburg, maar verloor hij ook delen van Neder-Hessen, Schmalkalden en Katzenelnbogen als kostenpand. Ook het feit dat hij zich door buitenlandse adviseurs liet omringen, vergiftigde zijn relaties met de Staten. 
In de Dertigjarige Oorlog, waarbij Hessen een van de sterkst verwoestte gebieden was, behoorde Maurits door zijn steun aan de Protestantse Unie en zijn militaire engagement aan de zijde van koning Christiaan IV van Denemarken tot de tegenstanders van de keizerlijke zijde. In de vroegere jaren 1620 was het ridderschap niet meer bereid om hier de hoge kosten van te dragen. Toen troepen van de Katholieke Liga aangevoerd door generaal Johan t'Serclaes van Tilly Hessen-Kassel binnenvielen, voerden de Staten zonder het medeweten van Maurits onderhandelingen met Tilly. Toen Maurits dit te weten kwam, beschuldigde hij hen van landverraad en verloor hij het laatste restje vertrouwen van de Staten. Op 17 september 1627 werd hij door de Staten gedwongen om af te treden als landgraaf ten voordele van zijn zoon Willem V.
In 1623 werd Maurits door vorst Lodewijk I van Anhalt-Köthen opgenomen in het Vruchtdragende Gezelschap. Hij droeg als gezelschapsnaam de Welgenoemde en als devies in vlijtige oefening. Als embleem nam hij de wilde kardinaalsmuts aan.
Na zijn abdicatie in 1627 leefde Maurits achtereenvolgens in het Slot van Melsungen, Frankfurt en het Slot van Eschwege. Hij produceerde meer dan vierhonderd tekeningen, schetsen, plattegronden en bouwplannen die duidelijkheid geven over hoe de stad Melsungen en zijn gebouwen er begin 17e eeuw uitzagen. Ook hield hij zich bezig met het voorspellen van de toekomst en met de zoektocht naar de Steen der Wijzen. Op 15 maart 1632 stierf hij in Eschwege op 60-jarige leeftijd.

## Huwelijken en nakomelingen
Op 23 september 1593 huwde hij in Kassel met Agnes van Solms-Laubach (1578-1602), dochter van graaf Johan George van Solms-Laubach. Ze kregen vier kinderen:
- Otto (1594-1617), erfprins van Hessen-Kassel
- Elisabeth (1596-1625), huwde in 1618 met hertog Johan Albrecht II van Mecklenburg-Güstrow
- Maurits (1600-1612)
- Willem V (1602-1637), landgraaf van Hessen-Kassel

Op 22 mei 1603 huwde hij met zijn tweede echtgenote Juliana van Nassau-Siegen (1587-1643), dochter van graaf Johan VII van Nassau-Siegen. Ze kregen veertien kinderen:
- Filips (1604-1626), gesneuveld in de Slag bij Lutter
- Agnes (1606-1650), huwde in 1623 met vorst Johan Casimir van Anhalt-Dessau
- Herman (1607-1658), landgraaf van Hessen-Rotenburg
- Juliana (1608-1628)
- Sabina (1610-1620)
- Magdalena (1611-1671), huwde met altgraaf Erik Adolf van Salm-Reifferscheid
- Maurits (1614-1633)
- Sophie (1615-1670), huwde in 1640 met graaf Filips I van Schaumburg-Lippe
- Frederik (1617-1655), landgraaf van Hessen-Eschwege
- Christiaan (1622-1640), officier in het Zweedse leger
- Ernst (1623-1693), landgraaf van Hessen-Rheinfels
- Christina (1625-1626)
- Filips (1626-1629)
- Elisabeth (1628-1633)

## Voorouders
| Voorouders van Maurits van Hessen-Kassel | Voorouders van Maurits van Hessen-Kassel                                     | Voorouders van Maurits van Hessen-Kassel                                     | Voorouders van Maurits van Hessen-Kassel                                     | Voorouders van Maurits van Hessen-Kassel                                     | Voorouders van Maurits van Hessen-Kassel                                                 | Voorouders van Maurits van Hessen-Kassel                                                 | Voorouders van Maurits van Hessen-Kassel                                                 | Voorouders van Maurits van Hessen-Kassel                                                 |
| ---------------------------------------- | ---------------------------------------------------------------------------- | ---------------------------------------------------------------------------- | ---------------------------------------------------------------------------- | ---------------------------------------------------------------------------- | ---------------------------------------------------------------------------------------- | ---------------------------------------------------------------------------------------- | ---------------------------------------------------------------------------------------- | ---------------------------------------------------------------------------------------- |
| Overgrootouders                          | Willem II van Hessen (1469-1509) ∞ Anna van Mecklenburg-Schwerin (1485-1525) | Willem II van Hessen (1469-1509) ∞ Anna van Mecklenburg-Schwerin (1485-1525) | George van Saksen (1471-1539) ∞ Barbara van Polen (1478-1534)                | George van Saksen (1471-1539) ∞ Barbara van Polen (1478-1534)                | Ulrich van Württemberg (1487-1550) ∞ Sabina van Beieren (1492-1564)                      | Ulrich van Württemberg (1487-1550) ∞ Sabina van Beieren (1492-1564)                      | George van Brandenburg-Ansbach (1484–1543) ∞ Hedwig van Münsterberg-Oels (1508-1531)     | George van Brandenburg-Ansbach (1484–1543) ∞ Hedwig van Münsterberg-Oels (1508-1531)     |
| Grootouders                              | Filips I van Hessen (1504-1567) ∞ Christina van Saksen (1505-1549)           | Filips I van Hessen (1504-1567) ∞ Christina van Saksen (1505-1549)           | Filips I van Hessen (1504-1567) ∞ Christina van Saksen (1505-1549)           | Filips I van Hessen (1504-1567) ∞ Christina van Saksen (1505-1549)           | Christoffel van Württemberg (1515-1568) ∞ Anna Maria van Brandenburg-Ansbach (1526-1589) | Christoffel van Württemberg (1515-1568) ∞ Anna Maria van Brandenburg-Ansbach (1526-1589) | Christoffel van Württemberg (1515-1568) ∞ Anna Maria van Brandenburg-Ansbach (1526-1589) | Christoffel van Württemberg (1515-1568) ∞ Anna Maria van Brandenburg-Ansbach (1526-1589) |
| Ouders                                   | Willem IV van Hessen-Kassel (1504-1567) ∞ Sabina van Württemberg (1549-1581) | Willem IV van Hessen-Kassel (1504-1567) ∞ Sabina van Württemberg (1549-1581) | Willem IV van Hessen-Kassel (1504-1567) ∞ Sabina van Württemberg (1549-1581) | Willem IV van Hessen-Kassel (1504-1567) ∞ Sabina van Württemberg (1549-1581) | Willem IV van Hessen-Kassel (1504-1567) ∞ Sabina van Württemberg (1549-1581)             | Willem IV van Hessen-Kassel (1504-1567) ∞ Sabina van Württemberg (1549-1581)             | Willem IV van Hessen-Kassel (1504-1567) ∞ Sabina van Württemberg (1549-1581)             | Willem IV van Hessen-Kassel (1504-1567) ∞ Sabina van Württemberg (1549-1581)             |
| Maurits van Hessen-Kassel (1572-1632)    |                                                                              |                                                                              |                                                                              |                                                                              |                                                                                          |                                                                                          |                                                                                          |                                                                                          |

- Biblioteca Nacional de España: XX5170692
- Bibliothèque nationale de France: cb123979360 (data)
- Gemeinsame Normdatei: 11858412X
- International Standard Name Identifier: 0000 0001 1053 0046
- Library of Congress Control Number: n84041010
- MusicBrainz: 47bdb062-6a8b-48d2-909a-430599ab3bd1
- Nationale Bibliotheek van Tsjechië: xx0160542
- Nationale Bibliotheek van Israël: 987007265667505171
- Nederlandse Thesaurus van Auteursnamen: 15358730X
- RKD-Nederlands Instituut voor Kunstgeschiedenis: 280714
- LIBRIS: 222910
- Système universitaire de documentation: 034527184
- Trove: 1000038
- Virtual International Authority File: 34542491
- WorldCat: E39PBJrwXFPwjWX34xJQQT9bh3